# Sturmgeld

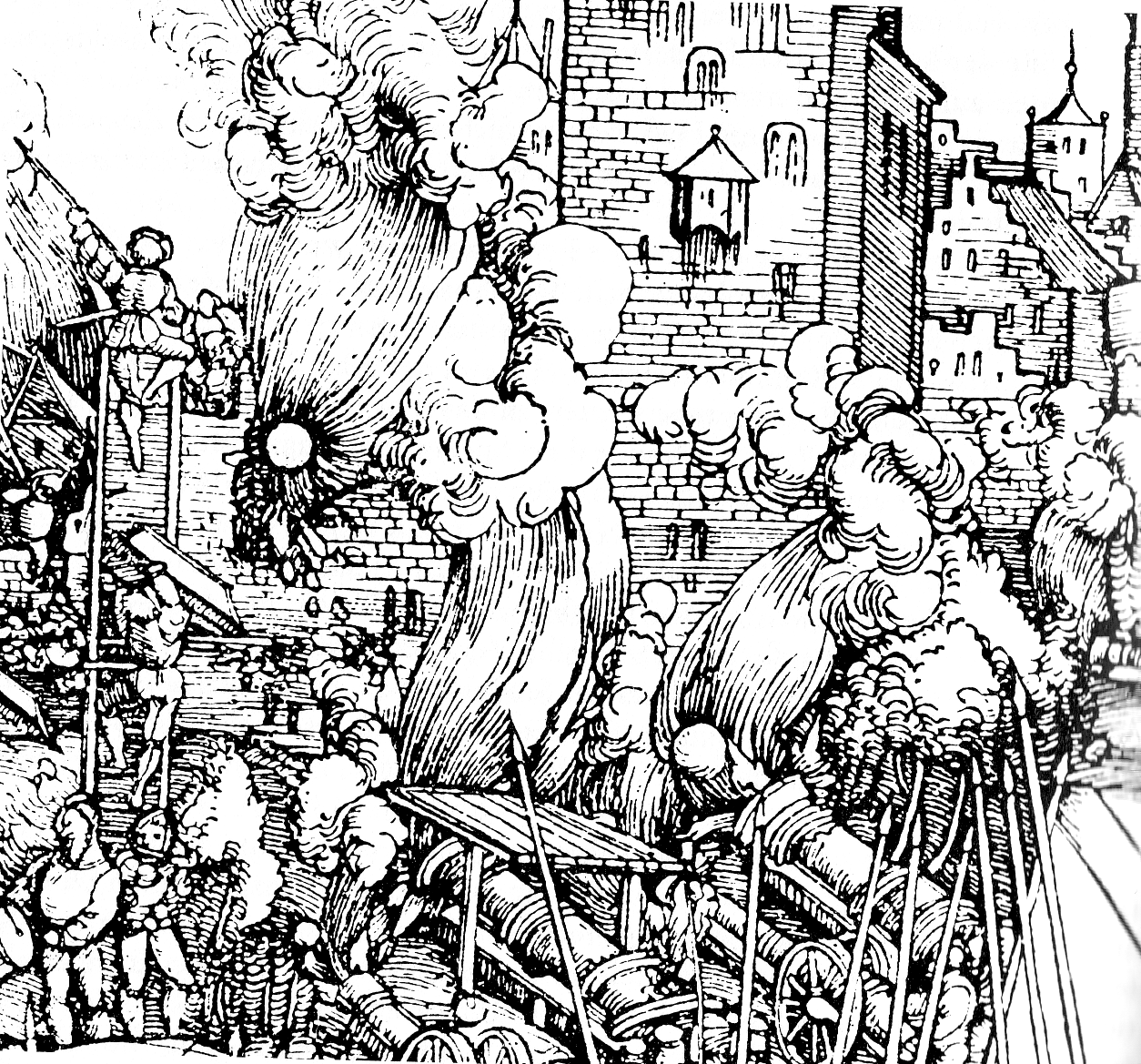
Erstürmung einer Stadt (Detail eines Stichs aus dem späten 15. Jahrhundert)

Als Sturmgeld bezeichnete man eine Form des Soldes im Militärwesen der Frühen Neuzeit. Es diente der zusätzlichen Entlohnung von Soldaten bei der Beendigung einer Belagerung durch einen Sturmangriff.
In der Regel wurden befestigte Städte, Festungen und Burgen durch eine langwierige Belagerung erobert, durch welche die Besatzung ausgehungert wurde und irgendwann kapitulieren musste. Allerdings war es auch für die Belagerer logistisch schwierig ihre Truppen in dem offenen Land um die Ortschaft zu versorgen, sodass oftmals die Belagerer selbst Hunger litten und ihre Operation irgendwann abbrachen. In solch einem Fall, oder wenn ein Entsatzheer zur Hilfe der Belagerten heran nahte, konnte eine Belagerung nur noch durch einen erfolgreichen Sturmangriff seitens der Angreifer beendet werden. In den meisten aller Fälle war dies jedoch nur eine Notlösung, denn die Nachteile wogen schwer. Einmal kostete ein Sturmangriff den Angreifer hohe Verluste, andererseits führte eine nicht förmliche Übergabe fast zwangsläufig zu Kämpfen in der Stadt, Massakern an der Zivilbevölkerung und Zerstörungen. Während dieser Kämpfe und den darauf folgenden Plünderungen verlor der Feldherr die Kontrolle über seine Truppen, deren Disziplin darunter leiden musste. Einen Sturmangriff zu befehlen ohne aber den Truppen einige Tage der Plünderung zu erlauben verbot sich fast von selbst, denn die aus Söldnern bestehenden Truppen gingen die hohen Risiken eines Sturmangriffs nicht ohne die Aussicht auf materielle Entschädigung ein.
Sofern es die Kriegskasse zuließ konnte ein Feldherr in solch einem Fall ein „Sturmgeld“ an die Söldner auszahlen. Einerseits konnte er sie so animieren, überhaupt einen Sturmangriff zu wagen, andererseits konnte er das Geld als Entschädigung für eine entgangene Plünderung der feindlichen Ortschaft aussetzen. Denn die möglichst unversehrte Eroberung einer Festung, Burg oder Stadt lag im Interesse der Reputation des Feldherrn, der Unterbringung der eigenen Truppen und der beabsichtigten Behauptung und Verwaltung dieser Ortschaft. Diese Praxis war nicht nur auf die europäischen Söldnertruppen wie die Landsknechte beschränkt, sondern wurde auch im türkischen Heer jener Zeit angewandt.